# Кондратковская, Нина Георгиевна
Ни́на Гео́ргиевна Кондратко́вская (16 ноября 1913, Лубны, Полтавская губерния — 9 января 1991, Магнитогорск, Челябинская область) — советская поэтесса, журналистка, педагог и музыковед. Член Союза писателей и Союза журналистов СССР, Заслуженный работник культуры РСФСР (1982), автор десяти книг. Педагог с сорокалетним стажем и руководитель литобъединения г. Магнитогорска на протяжении более четверти века.

## Биография

### Детство и юность
Нина Георгиевна (по паспорту Григорьевна) Кондратковская родилась 16 ноября 1913 года в семье аристократической интеллигенции в городе Лубны Лубенского уезда Полтавской губернии, ныне город — административный центр Лубенской городской общины (укр. Лубенська міська громада) и Лубенского района Полтавской области Украины. Родители — отец — Григорий Григорьевич; мать — Оксана Леонидовна.
Склонность к поэзии у девочки обнаружилась довольно рано: своё первое стихотворение она сочинила в возрасте четырёх лет. Большое влияние на развитие внучки оказывала бабушка, Попова Анна Михайловна, бывшая весьма образованным человеком, потомственной дворянкой. В молодости она окончила Полтавский институт благородных девиц, писала прозу на русском и украинском языках, поэтесса. После революции работала учительницей в селе Чудновцы Лубенского уезда — именно в этом селе начала учиться в школе её внучка. Освоенный в детстве украинский язык не раз пригодился Кондратковской в её творчестве: впоследствии она без подстрочника переводила стихи таких украинских поэтов, как Лина Васильевна Костенко, Дмитрий Васильевич Павлычко, Пётр Павлович Ребро.
В 1925 году семья Кондратковских переехала в город Курган. В 1930 году, после досрочного окончания девятилетней школы (класс с педуклоном), Нина работала сельской учительницей в деревне Сунгурово Сунгуровского сельсовета Мокроусовского района (ныне Курганской области). Это была двухкомплектная школа, было четыре класса, 32 ученика. Нина входила в состав агитбригады «Синие блузы», писала сценарии для выступлений.
Затем она как сельская учительница была направлена на учёбу и без экзаменов поступила в Тюменский педагогический институт (ныне Тюменский государственный университет), который окончила досрочно. Там выяснилось её дворянское происхождение, собирались исключить. Но её родители работали там же (Нина это скрывала, а у матери во втором браке была другая фамилия — Белова). После краткосрочных курсов, в 1933 году устроилась работать учительницей в селе Макушино Макушинского района (ныне — город в Курганской области). В том же году состоялась её первая литературная публикация в районной газете. А в 1934 год у состоялось знакомство будущей поэтессы с молодыми поэтами Борисом Александровичем Ручьёвым и Михаилом Михайловичем Люгариным, перевернувшее всю её жизнь: вслед за своими старшими товарищами она приехала в строящийся Магнитогорск.

### Начало литературной карьеры
По приезде в Магнитогорск Нина Кондратковская стала участницей литературного объединения «Буксир», активистами которого в те годы были поэты Борис Александрович Ручьёв, Михаил Михайлович Люгарин и Людмила Константиновна Татьяничева. Большое влияние на творчество начинающей поэтессы в те годы также оказал и рано ушедший из жизни поэт-первостроитель Магнитки Александр Ворошилов, которому Кондратковская многие годы спустя посвятит свою поэму «Трубач с Магнит-горы».
В 1934—1939 Кондратковская преподавала литературу в магнитогорских школах № 5, 13, 15. Этот период своей жизни поэтесса впоследствии описала в стихотворных строчках:
Я каменьев не долбила, не вбивала первый гвоздь,
Мне на первые стропила восходить не удалось.
На меня иное счастье пало в рубленом дому:
На строительном участке обучать детей уму.
В 1937 году Кондратковская окончила вечернее отделение Магнитогорского государственного педагогического института (ныне Магнитогорский государственный университет), а в 1939 году поступила на работу в только что открывшееся Магнитогорское музыкальное училище (ныне Магнитогорская государственная консерватория имени М. И. Глинки), где на протяжении двух лет преподавала литературу, эстетику, теорию музыки, народное творчество. Вечерами, когда заканчивались занятия, Кондратковская сама садилась за парту в качестве студентки вечернего отделения училища.
В годы Великой Отечественной войны стихи Кондратковской впервые появились в центральной печати: на страницах «Учительской газеты» была опубликована серия её стихотворений, в том числе — «Я вернусь» и «Твои письма», вызвавшие поток горячих отзывов фронтовиков и принёсшие поэтессе первую славу. В 1942—1943 она преподавала в Магнитогорском государственном педагогическом институте (ныне Магнитогорский государственный университет), а в 1944—1947 работала литературным сотрудником, ответственным секретарём газеты «Магнитогорский металл».
В 1947 году Кондратковская вернулась на работу в Магнитогорское музыкальное училище, где через год получила диплом о среднем музыкальном образовании. Здесь она проработала до самого выхода на пенсию в 1970 году. Наряду с обычными занятиями литературой, она проводила у своих подопечных и летнюю фольклорную практику, в ходе которой студенты записывали предания и песни из уст старожилов сельских поселений юга Челябинской области и Башкирской АССР.
В 1949 году вступила в ВКП(б), в 1952 году партия переименована в КПСС.
Вела активную общественную работу: в 1951—1953 избиралась депутатом Кировского районного Совета депутатов трудящихся города Магнитогорска и на протяжении многих лет проводила общественные литературные лектории по линии общества «Знание».
В 1958 году в Челябинском книжном издательстве вышла первая книга Кондратковской — сборник детских стихов «Фестиваль во дворе», а спустя 4 года она порадовала юных читателей новой книгой «Вертолёт».
В 1963 поэтесса вступила в Союз журналистов СССР.

### Позднее творчество
В десятилетие, последовавшее за своими первыми книгами, адресованными юным читателям, Кондратковская выпустила подряд три сборника «взрослой» лирики — «Листопад», «Минутки», «Тёплый ключ». В те же годы она начала руководить литературным объединением при газете «Магнитогорский рабочий», которое вела до последних лет своей жизни. В 1977 отобранные Кондратковской стихи, очерки, рассказы членов объединения были изданы в Челябинске в виде альманаха «Круг зари». В 1979 под её редакцией из печати вышел юбилейный сборник «Поэзия Магнит-Горы», вобравший в себя всё лучшее, созданное магнитогорскими поэтами за полвека истории города.
Начало 80-х стало временем признания для Кондратковской: в 1981 она вступила в Союз писателей СССР, а год спустя была удостоена звания «Заслуженный работник культуры РСФСР». Последние годы своей жизни поэтесса посвятила изучению сказов и легенд народов Урала, облекая их в поэтическую форму. В 1979 в Южно-Уральском книжном издательстве вышла её книга стихотворных легенд, сказок и поэм «Синий камень», а в 1984 — 150-страничное «Сердце-озеро», ставшее самой объёмной книгой поэтессы и последним прижизненным изданием её стихов.
Нина Кондратковская скончалась 9 января 1991 года. Похоронена на Правобережном кладбище Правобережного района города Магнитогорска Челябинской области.

## Литературная деятельность

Рисунок А. Польских из книги «Сердце-озеро» (1984 год)

Нина Кондратковская писала стихи для взрослых и для детей, активно сотрудничая с журналами «Москва», «Огонёк», «Уральский следопыт», газетой «Труд». На протяжении многих лет она собирала и обрабатывала легенды и сказания старожилов Южного Урала — венцом этой работы стали книги «Синий камень» и «Сердце-озеро».
Кондратковская пользовалась большой любовью и заслуженным авторитетом в литературных кругах Магнитогорска. Около четверти века она руководила литературным объединением при газете «Магнитогорский рабочий», открыв немало ярких литературных имён и подготовив к печати несколько альманахов магнитогорских поэтов. Своей наставницей Нину Кондратковскую считали и считают такие уральские поэты, как И. Варламов, А. Павлов, А. Расторгуев, Э. Риб, В. Чурилин, Н. Ягодинцева.

### Поэмы
- Ворона и лисица
- Игнатьевская пещера
- Колея
- Музыкальные мемуары
- Пугачёвская горка
- Сказ о горе Башмак
- Сказ про Алексашкину чашу
- Тёплый ключ
- Трубач с Магнит-горы
- Хрен (не опубликована)
- Чертиада

### Циклы стихов
- Наше лето
- Ноктюрн

### Венок сонетов
- «Почувствуй только Родину в себе…»

### Поэтические переводы
- с украинского языка
  - Лина Костенко (стихи)
  - Дмитро Павлычко (стихи)
  - Петро Ребро (стихи)

### Повесть
- Счастливое горе твоё

### Книги (автор)
1. 1958 — Фестиваль во дворе (стихи для детей младшего школьного возраста). — Челябинск, Челябинское книжное издательство, 28 с. Переиздана в 1959.
2. 1961 — Вертолёт (стихи для детей). — Челябинск, Челябинское книжное издательство, 36 с.
3. 1964 — Листопад (стихи). — Челябинск, Южно-Уральское книжное издательство, 92 с. Тираж: 5000 экз.
4. 1968 — Минутки (сборник стихов для детей). — Челябинск, Южно-Уральское книжное издательство, 32 с.
5. 1971 — Тёплый ключ (сборник стихов). — Челябинск, Южно-Уральское книжное издательство, 80 с. Оформление Э. Плебейской. Тираж: 10000 экз.
6. 1979 — Синий камень (легенды, сказки, поэмы по мотивам преданий Южного Урала). — Челябинск, Южно-Уральское книжное издательство, 60 с.
7. 1984 — Сердце-озеро (сказы, легенды, поэмы, сказки, стихи). — Челябинск, Южно-Уральское книжное издательство, 150 с. Художник: А. Польских. Тираж: 30000 экз.
8. 1998 — Осенняя книга (стихи для детей). — Магнитогорск, 72 с.
9. 2006 — «Ах, если бы ещё одну мне жизнь!» (автобиографические рассказы, философская проза, воспоминания). — Белорецк, 352 с. Составитель: В. Балабанова. Редакторы: Т. Сержантова, О. Балабанова. Тираж: 500 экз.
10. 2008 — Тайная грусть (стихи). — Челябинск, 256 с. Редактор: Семиног Т. Составитель и литературный редактор: Сержантова Т. Тираж: 600 экз.
11. 2011 — Двухтомник. 1 книга «Преданья вам расскажут старики» (15 легенд), 2 книга «Сказка, сотворенная природой» (стихи о родной природе). Редактор: Семиног (Иванова) Т., Составитель и литературный редактор Сержантова Т., иллюстрации Ивановой Ольги. Тираж — 600 экз.
12. 2013 — Сказ про Алексашкину чашу (книга-раскраска). Челябинск, Издательство Марины Волковой.

### Книги (редактор, составитель)
1. 1977 — Круг зари (стихи, очерки, рассказы). — Челябинск, Южно-Уральское книжное издательство, 119 с. Авторы: В. Достовалов, Ю. Левицкий, А. Занин, Н. Худовеков, И. Жирош, В. Туманов, Н. Курочкин, П. Гагарин, А. Рапопорт, А. Павлов и др. Составитель и автор предисловия: Н. Кондратковская. Тираж: 10000 экз.
2. 1979 — Магнитка (в 4 томах). Том I. Поэзия Магнит-Горы (сборник). — Челябинск, Южно-Уральское книжное издательство, 88 с. Составитель: Н. Кондратковская. Тираж: 3000 экз.

### Публикации (стихи)
1. Я вернусь! (стихотворение). — «Учительская газета» (Москва), 22 октября 1942.
2. Учителю-воину (стихотворение). — «Учительская газета» (Москва), 23 февраля 1943.
3. Твои письма (стихотворение). — «Учительская газета» (Москва), 10 марта 1943.
4. Отец (стихотворение). — «Учительская газета» (Москва), 1 мая 1943.
5. Неизвестному товарищу (стихи). — «Магнитогорский рабочий», 4 июля 1943.
6. Первое сентября (стихотворение). — «Учительская газета» (Москва), 3 сентября 1943.
7. Орлиное племя (стихотворение). — «Учительская газета» (Москва), 29 октября 1943.
8. Родина (стихотворение). — «Учительская газета» (Москва), 7 ноября 1943.
9. 1 Мая (стихотворение). — «Учительская газета» (Москва), 1 мая 1944.
10. «Пусть наши деньги трудовые…» (стихотворение). — «Магнитогорский металл», 7 мая 1944.
11. «Дела» огородные (стихотворение). — «Магнитогорский рабочий», 9 мая 1944.
12. Наши знамёна (стихотворение). — «Магнитогорский металл», 23 мая 1944.
13. «Заезжий двор» (стихотворение). — «Магнитогорский металл», 12 августа 1944.
14. Двадцать седьмая (стихотворение). — «Магнитогорский металл», 7 ноября 1944.
15. Великий год (стихотворение). — «Магнитогорский металл», 1 января 1946.
16. Домой с победой (стихотворение). — «Магнитогорский металл», 23 февраля 1946.
17. Дружеский шарж (директору ММК Г. Носову). — «Магнитогорский рабочий», 30 марта 1946.
18. Гранильщик (стихи). — «Магнитогорский рабочий», 22 мая 1946.
19. Возвращение к жизни (стихотворение). — «Магнитогорский рабочий», 28 июля 1946.
20. Дружеские шаржи. — «Магнитогорский рабочий», 1 января 1947.
21. Начало песни (стихотворение). — «Магнитогорский рабочий», 31 января 1947.
22. На праздник (стихотворение). — «Магнитогорский рабочий», 9 февраля 1947.
23. С именем вождя (стихотворение). — «Магнитогорский металл», 23 февраля 1947.
24. Апрель (стихотворение). — «Магнитогорский рабочий», 1 мая 1947.
25. Утро Первомая (стихотворение). — «Магнитогорский металл», 1 мая 1947.
26. Тётя Даша (стихотворение). — «Челябинский рабочий», 4 ноября 1947.
27. За светлую жизнь (стихотворение). — «Магнитогорский рабочий», 21 декабря 1947.
28. Стихи. — Стихи о сталинском Урале. — Челябинск, 1948, с. 36—37.
29. Стихи. — «Южный Урал», 1948, № 1, с. 117—118.
30. Наш путь (стихотворение). — «Магнитогорский рабочий», 25 апреля 1948.
31. Полевод (стихотворение). — «Магнитогорский рабочий», 9 июня 1948.
32. Пионерская улица (стихотворение). — «Челябинский рабочий», 20 июня 1948.
33. Сильным и смелым (стихотворение). — «Магнитогорский рабочий», 18 июля 1948.
34. Славный путь (стихотворение). — «Магнитострой» (Магнитогорск), 29 октября 1948.
35. Шеф (стихотворение). — Уральские огоньки. — Челябинск, 1949, № 2, с. 60.
36. На новом проспекте (стихотворение). — «Магнитогорский рабочий», 27 марта 1949.
37. Боевой смотр (стихотворение). — «Магнитострой» (Магнитогорск), 1 мая 1949.
38. У костра (стихотворение). — «Магнитогорский рабочий», 30 октября 1949.
39. Стихи. — «Южный Урал», 1950, № 2-3, с. 131.
40. Жучок (стихотворение). — Уральские огоньки. — Челябинск, 1955, № 9, с. 99.
41. Стихи и маленькие басни. — «Магнитогорский рабочий», 10 марта 1957.
42. Колина неделя (стихотворение). — «Магнитогорский рабочий», 19 мая 1957.
43. Стихи о материнской тревоге. — «Магнитогорский рабочий», 20 июля 1957.
44. В любимую Москву (стихотворение). — «Магнитогорский рабочий», 28 июля 1957.
45. Город моей юности (стихи). — «Магнитогорский рабочий», 6 августа 1957.
46. Урал (стихотворение). — «Магнитогорский рабочий», 1 сентября 1957 (под псевдонимом «Н. Георгиева»).
47. Творчество народа (стихотворение). — «Челябинский рабочий», 26 октября 1957.
48. Город моей юности (стихи). — «Южный Урал литературный» (Челябинск), 1957, ноябрь.
49. Наш праздник (стихи). — «Магнитогорский рабочий», 6 ноября 1957.
50. Мамин праздник (стихотворение). — «Магнитогорский рабочий», 8 марта 1958.
51. Спасибо, жизнь! (стихотворение). — «Магнитогорский рабочий», 16 марта 1958.
52. Товарищу металлургу (стихотворение). — «Магнитогорский рабочий», 20 июля 1958.
53. Ленинград. Магнитогорская улица (стихотворение). — «Магнитогорский рабочий», 14 сентября 1958.
54. Новогодние дружеские шаржи. — «Магнитогорский рабочий», 1 января 1959.
55. Мой город (стихотворение). — «Магнитогорский металл», 26 июня 1959.
56. Стихи. — «Магнитогорский рабочий», 26 июля 1959.
57. Лирика (стихи). — «Магнитогорский рабочий», 2 августа 1959.
58. Стихи. — «Магнитогорский рабочий», 11 октября 1959.
59. В небе (стихотворение). — «Магнитогорский рабочий», 18 октября 1959.
60. Стихи о звёздах. — «Магнитогорский рабочий», 15 ноября 1959.
61. Предупреждаем! (стихотворение). — «Магнитогорский рабочий», 14 мая 1960.
62. Из цикла «Наше лето» (стихи). — «Магнитогорский рабочий», 10 июля 1960.
63. Два сада (стихотворение). — «Магнитогорский рабочий», 24 июля 1960.
64. Вертолёт (стихотворение). — «Магнитогорский рабочий», 9 октября 1960.
65. Стихи. — «Магнитогорский рабочий», 1 июля 1962.
66. Два стихотворения. — «Магнитогорский рабочий», 8 июля 1962.
67. Слово о Магнитках (стихотворение). — «Магнитогорский рабочий», 15 июля 1962.
68. Стихи. — «Магнитогорский рабочий», 26 августа 1962.
69. Стихи. — «Магнитогорский рабочий», 11 ноября 1962.
70. Стихи. — «Магнитогорский рабочий», 2 декабря 1962.
71. Снова город пахнет елью (стихотворение). — «Магнитогорский рабочий», 1 января 1963.
72. О трудной молодости (стихотворение). — «Магнитогорский рабочий», 3 февраля 1963.
73. Магнитогорская улица (стихотворение). — «Труд» (Москва), 21 июля 1963.
74. Новогодняя смесь (дружеские шаржи). — «Магнитогорский рабочий», 1 января 1964.
75. Стихи. — «Магнитогорский рабочий», 5 января 1964.
76. Студенческая ночь (стихотворение). — «Магнитогорский рабочий», 12 июня 1964.
77. Шутка про месяц. — «Магнитогорский рабочий», 5 июля 1964.
78. Дождь на озере Якты-Куль (стихотворение). — «Уральская новь» (Челябинск), 1965, июль, с. 7.
79. Весенние стихи. — «Магнитогорский рабочий», 1 мая 1966.
80. Слово о Магнитках (стихотворение). — «Магнитогорский рабочий», 8 мая 1966.
81. Стихи. — «Магнитогорский рабочий», 1 июня 1966.
82. Своя песня (стихотворение). — «Магнитогорский рабочий», 28 августа 1966.
83. Весенний наигрыш (стихотворение). — «Магнитогорский рабочий», 9 апреля 1968.
84. Стихи. — «Магнитогорский рабочий», 18 октября 1968.
85. Из цикла «Ноктюрн» (стихи). — «Магнитогорский рабочий», 13 декабря 1969.
86. Стихи. — «Магнитогорский рабочий», 1 августа 1970.
87. Тёплый ключ (стихотворение). — «Магнитогорский рабочий», 22 сентября 1970.
88. Сонеты. — «Магнитогорский рабочий», 23 января 1971.
89. Стихи. — «Магнитогорский рабочий», 13 февраля 1971.
90. Как весёлый гром солнышко умыл (стихотворение). — «Вечерний Челябинск», 11 мая 1971.
91. Стихи. — «Магнитогорский рабочий», 6 июля 1971.
92. «Вечерами под окнами наши тени шатки…» (стихотворение). — «Магнитострой», 11 декабря 1971.
93. Портрет (стихотворение). — «Магнитострой», 8 марта 1972.
94. Стихи. — «Магнитогорский рабочий», 11 марта 1972.
95. Стихи. — «Магнитострой», 1 мая 1972.
96. Стихи. — «Магнитогорский рабочий», 10 июня 1972.
97. Стихи. — «Магнитогорский рабочий», 29 сентября 1972.
98. Крылья (стихотворение). — «Магнитогорский рабочий», 11 августа 1973.
99. Степная легенда (стихотворение). — «Магнитогорский рабочий», 18 августа 1973.
100. Стихи. — «Магнитогорский рабочий», 1 сентября 1973.
101. Снова год шагает… (стихотворение). — «Магнитогорский рабочий», 22 сентября 1973.
102. Зерно (стихотворение). — «Магнитогорский рабочий», 2 октября 1973.
103. «Когда вечерним звоном облаков…» (стихотворение). — «Магнитогорский металл», 17 ноября 1973.
104. Душица (стихотворение). — Каменный пояс. — Челябинск, 1974, с. 16—17.
105. Пернатый поход (стихотворение). — «Магнитогорский рабочий», 5 января 1974.
106. Урал (стихотворение). — «Челябинский рабочий», 31 марта 1974.
107. Две весны (стихотворение). — «Магнитогорский рабочий», 6 апреля 1974.
108. Стихи. — «Челябинский рабочий», 19 мая 1974.
109. Маленький скрипач (стихотворение). — «Магнитогорский рабочий», 25 мая 1974.
110. Баллада о зареве. — «Магнитогорский рабочий», 14 сентября 1974.
111. Сын (стихотворение). — «Магнитогорский рабочий», 1 января 1975.
112. Степная легенда (стихотворение). — «Уральский следопыт» (Свердловск), 1975, № 1, с. 12—13.
113. С папой на прогулке (фельетон). — «Магнитогорский металл», 15 февраля 1975.
114. Стихи. — «Магнитогорский рабочий», 14 марта 1975.
115. Стихи. — «Магнитогорский рабочий», 8 мая 1975.
116. «Люблю…» (стихотворение). — «Магнитогорский рабочий», 2 августа 1975.
117. Синий камень (стихотворение). — «Магнитогорский рабочий», 11 октября 1975.
118. Здравица тоске (стихотворение). — «Магнитогорский металл», 5 декабря 1975.
119. Тайсара — жёлтый жеребёнок (стихотворение). — «Магнитогорский рабочий», 10 января 1976.
120. Передний край России (стихотворение). — «Челябинский рабочий», 30 мая 1976.
121. Сказ о горе Башмак (стихотворение). — «Магнитогорский рабочий», 10 июля 1976.
122. Песня огневой дружины. — «Магнитогорский рабочий», 17 июля 1976.
123. Сказание о негасимом зареве (стихотворение). — «Челябинский рабочий», 18 июля 1976.
124. Стихи. — «Магнитогорский рабочий», 14 августа 1976.
125. Стихи. — «Магнитогорский рабочий», 9 октября 1976.
126. Стихи. — Каменный пояс. — Челябинск, 1977, с. 8—11.
127. Глубокий вздох (стихотворение). — «Магнитогорский рабочий», 8 марта 1977.
128. Стихи. — «Магнитогорский рабочий», 9 апреля 1977.
129. Стихи. — «Магнитогорский рабочий», 27 августа 1977.
130. Стихи. — «Магнитогорский рабочий», 26 ноября 1977.
131. Строка (стихотворение). — «Магнитогорский рабочий», 21 января 1978.
132. Александр Ворошилов (документальная поэма). — «Магнитогорский рабочий», 13 мая 1978.
133. Чёртов палец (стихотворение). — «Магнитогорский рабочий», 25 августа 1978.
134. Баллада о ёлках. — Каменный пояс. — Челябинск, 1979, с. 44—46.
135. Слово о Магнитках (стихи). — Магнитка (в 4 томах). Том 1. — Челябинск, 1979, с. 53—57.
136. Тайна Абзаковской лиственницы (стихотворение). — «Магнитогорский рабочий», 17 марта 1979.
137. Стихи. — «Магнитогорский рабочий», 19 июня 1979.
138. Стихи. — «Огонёк», 1979, № 25, с. 17—18.
139. Стихи. — «Магнитогорский рабочий», 29 декабря 1979.
140. Бесшумный лес холодным светом залит (стихотворение). — «Магнитогорский рабочий», 16 февраля 1980.
141. Четверостишия. — «Магнитогорский рабочий», 9 августа 1980.
142. Размышление у городского костра (стихотворение). — «Магнитогорский рабочий», 15 ноября 1980.
143. Шествуй, восемьдесят первый! (стихотворение). — «Магнитогорский рабочий», 1 января 1981.
144. Стихи. — «Уральский следопыт», 1981, № 2, с. 51—52.
145. Ночное видение (стихотворение). — «Магнитогорский рабочий», 18 апреля 1981.
146. Шествие мира (стихотворение). — «Магнитогорский рабочий», 1 мая 1981.
147. Мы говорим решительное «нет» (стихотворение). — «Магнитогорский рабочий», 13 июня 1981.
148. Приуралье (стихотворение). — «Магнитогорский рабочий», 6 августа 1981.
149. Предание о Солёном озере (стихотворение). — «Магнитогорский рабочий», 19 сентября 1981.
150. Душа Земли (стихи). — «Магнитогорский рабочий», 27 февраля 1982.
151. Сказ про Олексашкину чашу (стихотворение). — «Магнитогорский рабочий», 24 июля 1982.
152. Зазимок (стихотворение). — «Магнитогорский рабочий», 7 ноября 1982.
153. «В день субботний до рассвета…» (стихотворение). — «Комсомольская правда», спецвыпуск на Всесоюзных ударных стройках Челябинской области, 26 ноября 1982.
154. Стихи. — Русская советская поэзия Урала (антология). — Свердловск, 1983, с. 145—146.
155. Стихи. — «Магнитогорский рабочий», 2 апреля 1983.
156. Шествие мая (стихотворение). — «Челябинский рабочий», 1 мая 1983.
157. Русское слово (стихотворение). — «Магнитогорский рабочий», 14 мая 1983.
158. «Опять сентябрь, но осень не спешит…» (стихотворение). — «Магнитогорский рабочий», 1 сентября 1983.
159. Хлеб (стихотворение). — «Магнитогорский рабочий», 22 октября 1983.
160. Стихи. — «Магнитогорский рабочий», 15 ноября 1983.
161. Стихи. — «Магнитострой» (Магнитогорск), 16 ноября 1983.
162. Стихи. — «Магнитогорский рабочий», 4 февраля 1984.
163. Мой город (стихотворение). — «Магнитогорский рабочий», 1 мая 1984.
164. Стихи военных лет. — «Магнитогорский рабочий», 30 марта 1985.
165. Песенка мудреца (стихотворение). — «Магнитогорский металл», 5 мая 1985.
166. Новый год (стихотворение). — «Магнитогорский рабочий», 1 января 1986.
167. Поэты (стихотворение). — «Магнитогорский рабочий», 7 июня 1986.
168. Краны (стихотворение). — «Магнитогорский рабочий», 28 ноября 1986.
169. Расстрелянный Пушкин (стихотворение). — «Магнитогорский рабочий», 10 февраля 1987.
170. Лёшкины проделки (стихи). — «Магнитогорский рабочий», 25 апреля 1987.
171. Русское слово (стихотворение). — «Знамя дружбы» (Навои), 5 мая 1987.
172. Стихи. — «Магнитогорский рабочий», 23 мая 1987.
173. Не побоюсь возвышенного слова (стихи). — «Уральская новь» (Челябинск), 1987, ноябрь, с. 3.
174. Магнитогорску (стихотворение). — «Челябинский рабочий», 7 ноября 1987.
175. Долгая песня (стихотворение). — «Знамя дружбы» (Навои), 12 марта 1988.
176. Оборванная басня (стихотворение). — «Магнитогорский рабочий», 1 апреля 1988.
177. Долгая песня (стихотворение). — «Магнитогорский рабочий», 22 апреля 1988.
178. «Луна сменила столько фаз…» (стихотворение). — «Магнитогорский рабочий», 1 июня 1988.
179. Полынья (стихотворение). — «Магнитогорский рабочий», 17 июня 1988.
180. Стихи. — «Магнитогорский рабочий», 16 ноября 1988.
181. Лёшка — Дед Мороз (стихотворение). — «Магнитогорский рабочий», 31 декабря 1988.
182. Подарок маме (стихотворение). — «Магнитогорский рабочий», 8 марта 1989.
183. Не о смерти — о бессмертии (стихи). — «Магнитогорский рабочий», 22 апреля 1989.
184. Сонет. — «Магнитогорский рабочий», 6 мая 1989.
185. О рифмах (стихотворение). — «Магнитогорский рабочий», 1 июля 1989.
186. Стихи. — «Магнитогорский рабочий», 16 декабря 1989.
187. Стихи. — «Берега» (Магнитогорск), 1990, № 1, с. 42—44.
188. Перед святыней (стихи). — «Магнитогорский рабочий», 1 сентября 1990.
189. Чертиада (ироническая поэма). — «Хозяин», 1990, № 1.
190. Линии полёта (стихи). — «Магнитогорский рабочий», 1 января 1991.
191. «Спокойно и тихо ступлю за межу…» (стихотворение). — «Магнитогорский рабочий», 11 января 1991.
192. Стихи. — «Голос магнитогорской молодёжи», 21 января 1991.
193. Мне тьма не сказала последнего слова (стихи). — «Магнитогорский рабочий», 16 февраля 1991.
194. Современная элегия (стихотворение). — «Магнитогорский рабочий», 11 марта 1991.
195. Детские стихи. — «Магнитогорский рабочий», 30 мая 1998, с. 14.
196. Зимой (стихотворение). — «Магнитогорский рабочий», 22 января 2000, с. 9.
197. Стихи. — «Голос магнитогорской молодёжи», 21 января 1991, с. 6.
198. Стихи. — «Гармонии таинственная власть…» (литературно-художественный сборник, посвященный 70-летию МаГУ. — Магнитогорск, Издательство МаГУ, 2002, вып. 3.
199. Огонь (стихотворение). — «Мой университет» (Магнитогорск), 2007, № 4.— Веб-ссылка
200. Щедрая душа (стихи). — «Магнитогорский металл», 5 сентября 2013. — Веб-ссылка
201. Стихи. — «Магнитогорский рабочий», 15 ноября 2013. — Веб-ссылка
202. Не закрывайте память на засов. — «Магнитогорский металл», 16 ноября 2013. — Веб-ссылка

### Публикации (проза)
1. Ловушка (маленький фельетон). — «Магнитогорский металл», 22 мая 1945.
2. Возвращение (рассказ). — «Магнитогорский металл», 16 ноября 1945.
3. Заказ «без подхода» (фельетон). — «Магнитогорский рабочий», 16 сентября 1947.
4. Яблоки на берёзе (новогодняя быль). — «Магнитогорский рабочий», 1 января 1959.
5. Ландыши-ландыши (рассказ). — «Магнитогорский рабочий», 26 августа 1964.
6. Маленькие рассказы. — «Магнитострой» (Магнитогорск), 14 апреля 1973.
7. Чижикова борода (сказка-быль). — «Магнитогорский рабочий», 6 июля 1974.
8. Следы на песке (из автобиографической прозы). — «Магнитогорский рабочий», 16 февраля 1991.
9. Дивное слово (невыдуманный рассказ). — «Хозяин», 1991, № 12, с. 4.
10. Пахучий мякиш тишины (рассказ-воспоминание). — «Магнитогорский металл», 2 февраля 2008, с. 12.

### Публикации (очерки, статьи)
1. В поисках нужного слова (о своей работе над стихами). — «Учительская газета» (Москва), 5 мая 1943.
2. И. А. Крылов (к столетию со дня смерти). — «Магнитогорский металл», 17 октября 1944.
3. Басни Крылова. — «Магнитогорский металл», 18 ноября 1944.
4. Кровная тема (о творчестве членов литературного кружка при редакции газеты). — «Магнитогорский металл», 28 июня 1946.
5. Единая тема (тема патриотизма в стихах молодых поэтов Магнитогорска). — «Магнитогорский рабочий», 21 сентября 1947.
6. Слово о любимой Родине (о стихах молодых магнитогорских поэтов). — «Магнитогорский рабочий», 24 августа 1948.
7. Зов к добру! (о книге Н. Воронова «Гудки паровозов»). — «Магнитогорский рабочий», 1 февраля 1963.
8. Слово о старом друге (к 50-летию Б. Ручьёва). — «Магнитогорский рабочий», 15 июня 1963.
9. Из истории литературной Магнитки (о сборнике «Весна Магнитостроя»). — «Магнитогорский рабочий», 24 мая 1964.
10. О Магнитогорском городском литературном объединении. — «Комсомолец» (Челябинск), 18 декабря 1964.
11. Поэзия верности (к 50-летию Л. Татьяничевой). — «Магнитогорский рабочий», 19 декабря 1965.
12. Мелодия жизни (о С. Эйдинове). — «Комсомолец» (Челябинск), 28 января 1969.
13. Магнитогорец по духу и таланту (С. Эйдинову — 60 лет). — «Магнитогорский рабочий», 19 июня 1971.
14. Семинар молодых поэтов г. Магнитогорска. — «Магнитогорский рабочий», 1 февраля 1973.
15. Талант, закалённый в боях (к 60-летию Э. Казакевича). — «Магнитогорский рабочий», 24 февраля 1973.
16. Безответственность (письмо в редакцию по поводу статьи Л. Шкавро «Верноподданный её величества» о Б. Ручьёве). — «Челябинский рабочий», 13 мая 1973.
17. Горные высоты поэзии (к 60-летию Б. Ручьёва). — «Комсомолец» (Челябинск), 14 июня 1973.
18. Высокий талант (к 60-летию Б. Ручьёва). — «Магнитогорский рабочий», 15 июня 1973.
19. Писатели России у Магнит-горы (о Днях советской литературы на Урале). — «Комсомолец» (Челябинск), 17 июля 1973.
20. Голоса поэтической молодости (рецензия на сборник стихов «Ровесники»). — «Магнитогорский рабочий», 7 сентября 1973.
21. Наследники ветеранов (о Магнитогорском городском литобъединении). — «Челябинский рабочий», 31 марта 1974.
22. Народная тропа (к 175-летию А. Пушкина). — «Магнитогорский металл», 6 июня 1974.
23. Сказки идут по стране (о творчестве А. Лозневого). — «Магнитогорский рабочий», 10 августа 1974.
24. Союз труда и книги (о празднике книги в Магнитогорске). — «Магнитогорский рабочий», 18 сентября 1974.
25. Сказки Севера (рецензия на «Чукотские сказки» А. Лозневого). — «Челябинский рабочий», 28 сентября 1974.
26. Продолжение традиции (о литобъединении «Магнит»). — «Комсомолец» (Челябинск), 2 мая 1975.
27. Страницы памяти: слово ветерану «М. М.». — «Магнитогорский металл», 5 мая 1975.
28. Свет далёкой юности (воспоминания). — Встреча с другом (книга о Борисе Ручьёве). — Челябинск, 1976, с. 30—38.
29. Верность правде (заметки о творчестве А. Лозневого). — «Магнитогорский рабочий», 27 марта 1976.
30. Теплота земли и сердца (рецензия на книгу «Лирика моих лет» М. Люгарина). — «Магнитогорский рабочий», 16 апреля 1976.
31. В творческом поиске (магнитогорскому городскому литобъединению — 45 лет). — «Челябинский рабочий», 23 мая 1976.
32. Поэт рабочей высоты (о Б. Ручьёве). — «Магнитогорский металл», 29 мая 1976.
33. «Факел, который нужно зажечь…» (о литобъединении; интервью, данное Н. Валентинову). — «Магнитогорский рабочий», 2 ноября 1976.
34. «В пяти шагах от огненного русла…» (о книге А. Павлова «Предгорья»). — «Магнитогорский рабочий», 17 декабря 1976.
35. У горячего истока (предисловие). — Круг зари. — Челябинск, Южно-Уральское книжное издательство, 1977, с. 5—10.
36. C Магниткой в сердце (к 60-летию М. Гроссмана). — «Магнитогорский металл», 25 января 1977.
37. Круг зари (о литобъединении; интервью, беседу вела Н. Занадворова). — «Комсомолец» (Челябинск), 29 марта 1977.
38. В кровном родстве с людьми труда (к 50-летию С. Мелешина). — «Магнитогорский рабочий», 4 февраля 1978.
39. Человек из легенды (о магнитогорском поэте А. Ворошилове). — «Магнитогорский металл», 1 мая 1978.
40. Поэзия добра и любви (к 70-летию М. Люгарина). — «Магнитогорский металл», 17 июня 1978.
41. Черты рабочей одухотворённости (о книге Р. Дышаленковой «Четыре окна»). — «Магнитогорский рабочий», 4 ноября 1978.
42. «Магнитострой литературы». — Моя Магнитка. — Челябинск, 1979, с. 182—187.
43. По вторникам, в семь… (о литобъединении; интервью, данное И. Кручининой). — «Магнитогорский рабочий», 3 января 1979.
44. Писатель, краевед, исследователь (к 70-летию А. Шмакова). — «Магнитогорский рабочий», 22 июня 1979.
45. Достоверность жизненного испытания (рецензия на двухтомник Б. Ручьёва). — «Магнитогорский рабочий», 25 августа 1979.
46. Сила магнитного притяжения (о книге В. Машковцева «Магнитка — судьба моя»). — «Магнитогорский рабочий», 28 сентября 1979.
47. Он весь — свободы торжество (к 100-летию А. Блока). — «Магнитогорский металл», 27 ноября 1980.
48. Писатель-патриот (о творчестве А. Лозневого). — «Магнитогорский рабочий», 17 марта 1981.
49. Магнитогорск: имени Бориса Ручьёва (о литобъединении). — Каменный пояс. — Челябинск, 1982, с. 100.
50. По страницам «Каменного пояса» (рецензия на сборник «Каменный пояс»). — «Магнитогорский рабочий», 11 декабря 1982.
51. О самом главном (рабочая тема в творчестве магнитогорских литераторов). — «Магнитогорский рабочий», 2 мая 1983.
52. Поэтический маршрут (об экскурсионном маршруте, посвящённом Б. Ручьёву). — «Магнитогорский рабочий», 25 мая 1983.
53. Строитель, пахарь, поэт (к 75-летию М. Люгарина). — «Челябинский рабочий», 16 июня 1983.
54. Грани его таланта (обзор литературы о Б. Ручьёве). — «Магнитогорский рабочий», 16 июля 1983.
55. У нас в гостях магнитогорское литобъединение имени Б. Ручьёва. — «Челябинский рабочий», 17 июля 1983.
56. В творческом содружестве (к 50-летию I съезда советских писателей). — «Магнитогорский рабочий», 21 августа 1984.
57. «Поэзия служит добру» (о литобъединении; интервью, данное В. Шур). — «Магнитогорский рабочий», 6 февраля 1986.
58. Размышления над литературной почтой. — «Магнитогорский рабочий», 20 сентября 1986.
59. Самое сокровенное (А. Пушкин в моей жизни). — «Магнитогорский рабочий», 10 февраля 1987.
60. Традиции продолжаются (о магнитогорском литобъединении). — «Челябинский рабочий», 9 августа 1987.
61. О магнитогорской поэтессе И. Кияшко. — «Магнитогорский рабочий», 30 марта 1988.
62. Тайна колымских тетрадей (о Б. Ручьёве). — «Магнитогорский рабочий», 15 июня 1988.
63. Зов добра (к 80-летию М. Люгарина). — «Магнитогорский металл», 16 июня 1988.
64. «Я его любил…» (предисловие к публикации отрывка из поэмы М. Дудина «Зёрна», посвящённого Б. Ручьёву). — «Магнитогорский рабочий», 22 октября 1988.
65. Личное мнение (по поводу готовящегося к печати очерка о С. Эйдинове). — «Магнитогорский рабочий», 26 ноября 1988.
66. Неюбилейные раздумья (о литературной жизни Магнитогорска). — «Челябинский рабочий», 24 июня 1989.
67. «Город из легенды» глазами тех, кто в нём живёт (об истории литературной жизни Магнитогорска; интервью, данное Е. Репетько). — «Магнитогорский рабочий», 27 июня 1989.
68. «Я за судьбу твою в ответе» (об Э. Рибе). — «Комсомольская правда», спецвыпуск, посвящённый 40-летию ГДР, 23 сентября 1989.
69. Доброго, долгого пути! — «Берега» (Магнитогорск), 1990, № 1, с. 6—7.
70. Лирической строкой (о магнитогорском поэте Л. Ветштейне). — «Магнитогорский рабочий», 23 июня 1990.
71. Заметки провинциала (из литературного наследия). — «Магнитогорский рабочий», 12 апреля 1991.

## Награды и звания
- Юбилейная медаль «Тридцать лет Победы в Великой Отечественной войне 1941—1945 гг.», 1975 год
- Медаль «За доблестный труд в Великой Отечественной войне 1941—1945 гг.»
- Медаль «Ветеран труда»
- Заслуженный работник культуры РСФСР, 1982 год
- Ветеран Магнитки, 1973 год

## Память

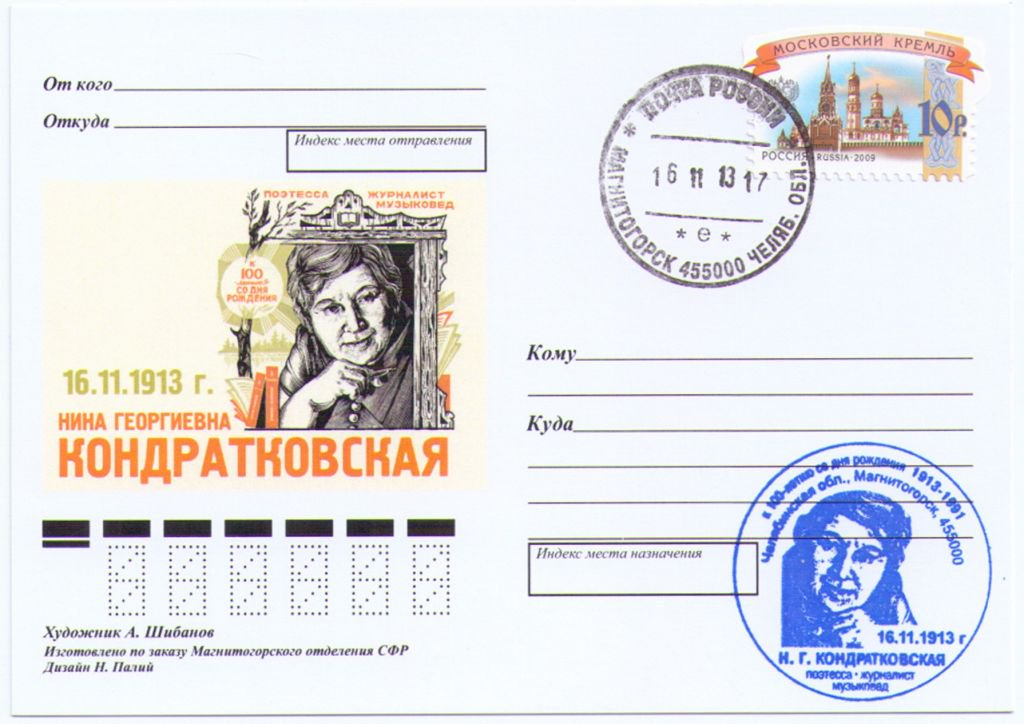
Почтовая карточка Россия

- В Магнитогорске (посёлок Западный Правобережного района) есть улица, названная именем Кондратковской.
- В 1998 году к 85-летию Нины Кондратковской её именем названа Магнитогорская центральная детская библиотека, ул. Ленина, 124.
- Мемориальная доска установлена на доме, в котором она жила с 1979 года, Магнитогорск, ул. имени газеты Правда, 11 — 53°24′22″ с. ш. 58°58′50″ в. д.HGЯO
- Активно продолжается издание поэтического наследия Нины Георгиевны. В 1998 году в Магнитогорске был издан сборник её детских стихов «Осенняя книга». В 2006 году в Белорецке стараниями наследников поэтессы был издан сборник её автобиографических работ, философских размышлений и воспоминаний о ней под символическим названием «Ах, если бы ещё одну мне жизнь!». В 2008 году в Челябинске стараниями родственников поэтессы был издан её поэтический сборник «Тайная грусть», в который вошло немало ранее неопубликованных её стихотворений.
- В 2013 году к 100-летию поэтессы челябинское Издательство Марины Волковой выпустило детскую книгу-раскраску «Алексашкина чаша» с одноимённой поэмой Нины Кондратковской.
- В 2013 году выпущена немаркированная почтовая открытка[11].

## Интересные факты
- В литературных кругах Магнитогорска Кондратковскую ласково называли «бабой Ниной». Двери небольшой квартирки поэтессы практически никогда не запирались — она была рада приветить и обогреть любого, кто нуждался в её помощи. Точь-в-точь, как это описано в одном из её стихотворений:

Нет на дверях цепочки и глазка,
Входите просто, без звонка и стука.
И боль уймется, и заглохнет скука,
Иссякнет пустоглазая тоска.
- Питавшая огромную любовь к камню, поэтесса на протяжении многих лет коллекционировала уральские самоцветы, собрав в итоге внушительную минералогическую коллекцию[4].
- По мнению многих знавших Кондратковскую лично, самым большим впечатлением от первой встречи с ней была зажатая в зубах папироса. Как вспоминала поэтесса, к никотину она пристрастилась в начале 30-х, учительствуя в уральском селе: крестьяне, пожалевшие уставшую от бессонных ночей учительницу, предложили ей табачку, чтобы «усталость как рукой сняло». Среди всех марок папирос Кондратковская больше всего любила «Беломорканал». В последние годы жизни она часто повторяла: «Когда я умру, положите мне под подушку „Беломор“ и спойте: „Гори, гори моя звезда…“»[12]
- Неустанно борясь за грамотность и чистоту поэтической речи, Кондратковская отнюдь не была ханжой. Так, ей принадлежат две юмористические поэмы — «Хрен» и «Чертиада», отражающие богатство русского языка. Эти произведения она осознанно писала «в стол» и читала лишь узкому кругу близких людей: опубликовать их в условиях советской цензуры было невозможно.
- Как-то в конце 70-х годов Нина Кондратковская выступала со своими произведениями перед четвероклассниками. После прочтения стихотворения «Расстрелянный Пушкин» благодарные слушатели на полном серьёзе обратились к поэтессе с вопросом: «Скажите пожалуйста, а вы с Пушкиным встречались?» Узнав об этой анекдотической истории, поэтесса Римма Андрияновна Дышаленкова открыла ею свой цикл исторических заметок о «солнце русской поэзии», остроумно озаглавив его «Воспоминания о Пушкине»[13].

## Семья
Младший брат Юрий Михайлович Белов.
Нина Георгиевна вырастила троих детей (дочь Татьяна от первого брака, сыновья Юрий и Николай от второго; двое из них стали журналистами). Дочь Нины Георгиевны — журналист Татьяна Валентиновна Сержантова подготовила к изданию мемуарную прозу Нины Георгиевны.

### О Нине Кондратковской
1. Kotkin S. Steeltown, USSR. — Berkeley — Los Angeles: University of California Press, 1992. — p. 207—208, 210—211.
2. Аминов Г. Обучать детей уму (к 75-летию школы № 5). — «Магнитогорский металл», 11 ноября 2006. — Веб-ссылка
3. Балабанова О. «Спасибо, жизнь…» — «Магнитогорский рабочий», 15 ноября 2013. — Веб-ссылка
4. Варламов И. Улица Нины Кондратковской. — «Магнитогорский металл», 18 октября 2003.
5. Ветштейн Л. О Н. Г. Кондратковской (вступительное слово с публикацией стихов). — «Знамя дружбы» (Навои, Узбекистан), 1988.
6. Ветштейн Л. Из письма Татьяне Сержантовой. — «Магнитогорский рабочий», 1993.
7. Ветштейн Л. Стихи для Вас (сборник лирики, посвящённый Н. Г. Кондратковской). — Ташкент, Издательство народного наследия имени Абдуллы Кадыри, 2000.
8. Ветштейн Л. Соунитазники. — Веб-ссылка
9. Вилинский О. Читает Нина Кондратковская. — «Магнитогорский рабочий», 6 марта 1985.
10. Вилинский О. Из воспоминаний о бабе Нине. — «Магнитогорский рабочий», 30 марта 1996.
11. Гагарин П. Сейчас, как много лет назад. — «Магнитогорский рабочий», 16 декабря 1977.
12. Дворжицкая А. Не говори с тоской: их нет. — «Магнитогорский рабочий», 23 мая 1993.
13. Залётова Е. С открытым сердцем… (к 90-летию Н. Кондратковской). — «Союзник» (Магнитогорск, онлайн), 2003, ноябрь. — Веб-ссылка
14. Здесь осталось её сердце. — «Магнитогорский рабочий», 15 ноября 2013. — Веб-ссылка
15. Зарубина Н. Юбилей поэтессы (к 60-летию Н. Кондратковской). — «Магнитогорский рабочий», 17 ноября 1973.
16. Каганис В. За букву — на Колыму. — «Магнитогорский металл», 16 ноября 2013. — Веб-ссылка
17. Капитонова Н. Открытие Кондратковской. — «Вечерний Челябинск», 16 февраля 2009. — Веб-ссылка
18. Карпова О. Поиски продолжаются. — «Магнитогорский рабочий», 27 марта 1960.
19. Карпова О. Со стихами по жизни (к 50-летию Н. Кондратковской). — «Магнитогорский рабочий», 17 ноября 1963.
20. Кирсанова М. Новоселье при свече. — «Магнитогорский металл», 21 ноября 2009. — Веб-ссылка
21. Кирсанова М. Осень в Переделкине. — «Магнитогорский металл», 12 декабря 2009. — Веб-ссылка
22. Кияшко И. Память. — «Голос магнитогорской молодёжи», 21 января 1991, с. 6.
23. Кондратковская Нина Георгиевна (библиографический указатель литературы). — Магнитогорск, 1993, 64 с. Составитель: И. Викторова. Тираж: 1020 экз.
24. Кручинина И. Почувствуй только Родину в себе (к 70-летию Н. Кондратковской). — «Магнитогорский рабочий», 15 ноября 1983.
25. Кручинина И. Добрый талант. — «Магнитогорский рабочий», 30 мая 1998, с. 14.
26. Менцова М. «Творя добро, не взвешивай его…» (к 10-летию со дня смерти Н. Г. Кондратковской). — VI Ручьёвские чтения: Сборник материалов межвузовской научной конференции. Магнитогорск, 2001, т. I, с. 96—100.
27. Мне тьма не сказала последнего слова (к 85-летию со дня рождения Н. Г. Кондратковской). — «Магнитогорский рабочий», 14 ноября 1998.
28. Мозговой В. Поэт и учитель (к 70-летию Н. Кондратковской). — «Комсомолец» (Челябинск), 19 ноября 1983.
29. Мозговой В. Неюбилейная беседа (к 75-летию Н. Кондратковской). — «Магнитогорский рабочий», 16 ноября 1988.
30. Мозговой В. Нина Георгиевна Кондратковская. — «Магнитогорский рабочий», 16 февраля 1991.
31. Павелин В. Грань таланта. — «Магнитогорский рабочий», 30 июля 1999.
32. Павелин В. Щедрая душа. — «Голос магнитогорской молодёжи», 21 января 1991, с. 6.
33. Павлов А. Добрый друг и наставник (к 70-летию Н. Кондратковской). — «Магнитострой» (Магнитогорск), 16 ноября 1983.
34. Петрова К. Весёлые проводы (коллектив Магнитогорского музыкального училища проводил Н. Кондратковскую на пенсию). — «Магнитогорский рабочий», 7 июля 1970.
35. Писатели Челябинской области (библиографический справочник). — Челябинск, 1992. — С. 96-98.
36. Подрига В. Уроки Ганны Михайловны. — «Магнитогорский металл», 19 ноября 2013. — Веб-ссылка
37. Попов Б. «К последнему зимовью моему…». — «Магнитогорский рабочий», 20 ноября 1993.
38. Расторгуев А. Вечерняя светлынь (о жизни и творчестве Нины Кондратковской). — «Урал» (Екатеринбург), 2011, № 7. — Веб-ссылка
39. Рахматуллин А. Мы с Вами дружили! — «Голос магнитогорской молодёжи», 21 января 1991, с. 6.
40. Риб Э. Неотправленное письмо. — «Магнитогорский рабочий», 17 ноября 1998.
41. Рухмалёв С. Талант растворения в людях. — «Магнитогорский металл», 2 февраля 2008, с. 12. — Веб-ссылка
42. Семиног В. Портрет в несколько строк. — Кондратковская Нина Георгиевна (библиографический указатель литературы). — Магнитогорск, 1993, с. 5.
43. Семиног В. Учусь у Кондратковской. — «Магнитогорский рабочий», 2 июня 2000, с. 4.
44. Семиног В. Кондратковская Нина Георгиевна. — Магнитогорск (краткая энциклопедия). — Магнитогорск, Магнитогорский дом печати, 2002, с. 405.
45. Сержантова Т. Мамины уроки. — «Магнитогорский рабочий», 10 января 2001.
46. Станиславов Ю. Бабе Нине — 75! — «Магнитострой» (Магнитогорск), 19 ноября 1988.
47. Тайна Чёртова пальца и Солёного озера. О добре, истинном патриотизме и бабе Нине. — «Верстов. Инфо», 16 ноября 2013. — Веб-ссылка
48. Урал литературный (краткий биобиблиографический словарь). — Челябинск, Южно-Уральское книжное издательство, 1988, с. 133—134.
49. Францева Е. Поэт, педагог, музыкант. — «Магнитогорский металл», 19 ноября 1988.
50. Хвостовец С. История в «сказках» Нины Кондратковской. — Verstov.info (онлайн), 9 января 2009. — Веб-ссылка
51. Худовеков Н. Песня из сердца (к 60-летию Н. Кондратковской). — «Магнитогорский рабочий», 15 ноября 1973.
52. Чурилин В. Памяти Н. Г. Кондратковской (стихи). — «Магнитогорский рабочий», 16 февраля 1991.
53. Шевченко Е. В гости к бабе Нине. — «Магнитогорский металл», 11 октября 2008. — Веб-ссылка
54. Шевченко Е. С Днём рождения, баба Нина! — «Магнитогорский металл», 15 ноября 2008. — Веб-ссылка
55. Шевченко Е. Тайное послание. — «Магнитогорский металл», 19 ноября 2013. — Веб-ссылка
56. Шмаков А. Теплом души (к 70-летию Н. Кондратковской). — «Челябинский рабочий», 15 ноября 1983.
57. Шур В. В кругу друзей. — «Магнитогорский рабочий», 5 мая 1987.
58. Щедрая душа. — «Магнитогорский металл», 5 сентября 2013. — Веб-ссылка
59. Юбилей бабы Нины. — «Магнитогорский металл», 14 ноября 2013. — Веб-ссылка
60. Яковлева О. С людьми и для людей. — «Магнитострой» (Магнитогорск), 5 марта 1985.

### О произведениях Н. Кондратковской
1. Владимиров Д. Вышла первая книжка (о книге «Фестиваль во дворе»). — «Челябинский рабочий», 10 октября 1959.
2. Гагарин П. Сейчас, как много лет назад (о стихотворениях «Твои письма» и «Учителю-воину»). — «Магнитогорский рабочий», 16 декабря 1977.
3. Гальцева Л. Где ты запрятано, главное слово (о книге «Тёплый ключ»). — «Челябинский рабочий», 18 мая 1971.
4. Ершов Н. Легенды и были уральской земли. — «Литературная Россия» (Москва), 29 марта 1985.
5. Князев Б. Горизонт должен расширяться (о книге «Листопад»). — «Челябинский рабочий», 5 января 1965.
6. Корнеева Е. Личная тема (о стихотворении «Твои письма»). — «Учительская газета» (Москва), 14 апреля 1943.
7. Кручинина И. У тёплого ключа поэзии (о книге «Тёплый ключ»). — «Магнитогорский рабочий», 17 июля 1971.
8. Кручинина И. Предания старины глубокой (о книге «Синий камень»). — «Магнитогорский рабочий», 13 октября 1979.
9. Кручинина И. Живая связь (о книге «Сердце-озеро»). — «Магнитогорский рабочий», 15 июня 1984.
10. Левшин А. Письма о труде и дружбе (отклики на стихотворение «Твои письма»). — «Учительская газета» (Москва), 29 октября 1943.
11. Лосева К. Книга о самом дорогом. — «Магнитострой» (Магнитогорск), 19 июня 1985.
12. Михайлов З. Сборник стихов (о книге «Листопад»). — «Магнитогорский рабочий», 19 декабря 1964.
13. Мозговой В. Неюбилейная беседа (к 75-летию Н. Кондратковской). — «Магнитогорский рабочий», 16 ноября 1988.
14. Назарова А. Ещё раз на личную тему (о стихотворении «Твои письма»). — «Учительская газета» (Москва), 5 мая 1943.
15. Павлов А. «Тёплый ключ» (о книге Н. Кондратковской). — «Магнитогорский металл», 17 ноября 1973.
16. Павлов А. «Тайная грусть» (о книге Н. Кондратковской). — «Магнитогорский металл», 24 января 2009. — Веб-ссылка
17. Пластов Ю. Где живут сказки (о книге «Синий камень»). — «Челябинский рабочий», 19 декабря 1979.
18. Сергеев В. Новая книга стихов (о книге «Тёплый ключ»). — «Магнитогорский металл», 1 июня 1971.
19. Скрипай В. Спасибо за сказ! (о «Сказе про Алексашкину чашу»). — «Магнитогорский рабочий», 21 января 1983.
20. Сторожева В. О большом для маленьких (о книге «Фестиваль во дворе»). — «Магнитогорский рабочий», 12 апреля 1959.
21. Фатыхов С. Новый сборник Н. Кондратковской (о книге «Тёплый ключ»). — «Магнитогорский рабочий», 17 апреля 1971.
22. Шамрай Ф. «Мама, почитай сначала» (о книге «Минутки»). — «Магнитогорский рабочий», 26 декабря 1968.

### Произведения Н. Кондратковской
- Кондратковская, Нина Георгиевна в библиотеке Максима Мошкова
- Сердце-озеро: Сказы, легенды, поэмы, сказки, стихи.— Челябинск: Юж.-Урал. кн. изд-во, 1984.— 152 с. ил.
- Произведения Нины Кондратковской в журнале «Самиздат»
- Стихи Нины Кондратковской на сайте «Стихотворения классических и современных авторов»
- Информация о книгах Нины Кондратковской на сайте «Библус»

### Статьи о Н. Кондратковской
- Информация о Н. Кондратковской в Челябинском областном архиве
- Статья о Н. Кондратковской на сайте Челябинской областной детской библиотеки